# Лугівка (Пологівський район)
Лу́гівка — село в Україні, у Токмацькій міській громаді Пологівського району Запорізької області.  До 2020 орган місцевого самоврядування — Остриківська сільська рада. Населення становить 291 осіб.
Село тимчасово окуповане російськими військами 28 лютого 2022 року в ході російсько-української війни.

## Географія
Село Лугівка розташоване на лівому березі річки Молочна, вище за течією на відстані 2 км розташоване село Фабричне, нижче за течією примикає і на протилежному березі — місто Токмак. Поруч проходять автошляхи Т 0401 та Н30, а також залізниця, станція Великий Токмак (за 5 км).

## Історія
Село заснували у 1807 році 12 сімей фламандського походження, до яких пізніше приєдналися ще 9 менонітських сімей. Вони розвивали сільське господарство, садівництво та займалися вирощуванням шовкопряду. Були побудовані два млини та цегельний завод. В середині XIX століття в центрі села відкрилася школа. Навпроти школи був зведений маєток великого землевласника Вільгельма Нойфельда і його дружини Марії (нині — Будинок Нойфельд прикрашений вивіскою «Клуб», а в будівлі школи з середини XX століття знаходиться фельдшерський пункт та бібліотека).
1864 року заснувано, як село Фірстенау.
До 1871 року село входило до складу Молочанський менонітський округ Бердянського повіту.
У 1921 році родина  Нойфельд залишила свій маєток, яке відійшло у власність держави, а в менонітській школі почаали навчатися радянські учні.
У 1945 році перейменоване в село Лугівка.
12 червня 2020 року, відповідно до розпорядження Кабінету Міністрів України № 713-р «Про визначення адміністративних центрів та затвердження територій територіальних громад Запорізької області», увійшло до складу Токмацької міської громади.
19 липня 2020 року, в результаті адміністративно-територіальної реформи та ліквідації Токмацького району, село увійшло до складу Пологівського району.

## Населення

### Мова
Розподіл населення за рідною мовою за даними :
| Мова            | Кількість | Відсоток |
| --------------- | --------- | -------- |
| українська      | 267       | 91.75%   |
| російська       | 23        | 7.90%    |
| інші/не вказали | 1         | 0.35%    |
| Усього          | 291       | 100%     |